# Haakjöringsköd-Fall

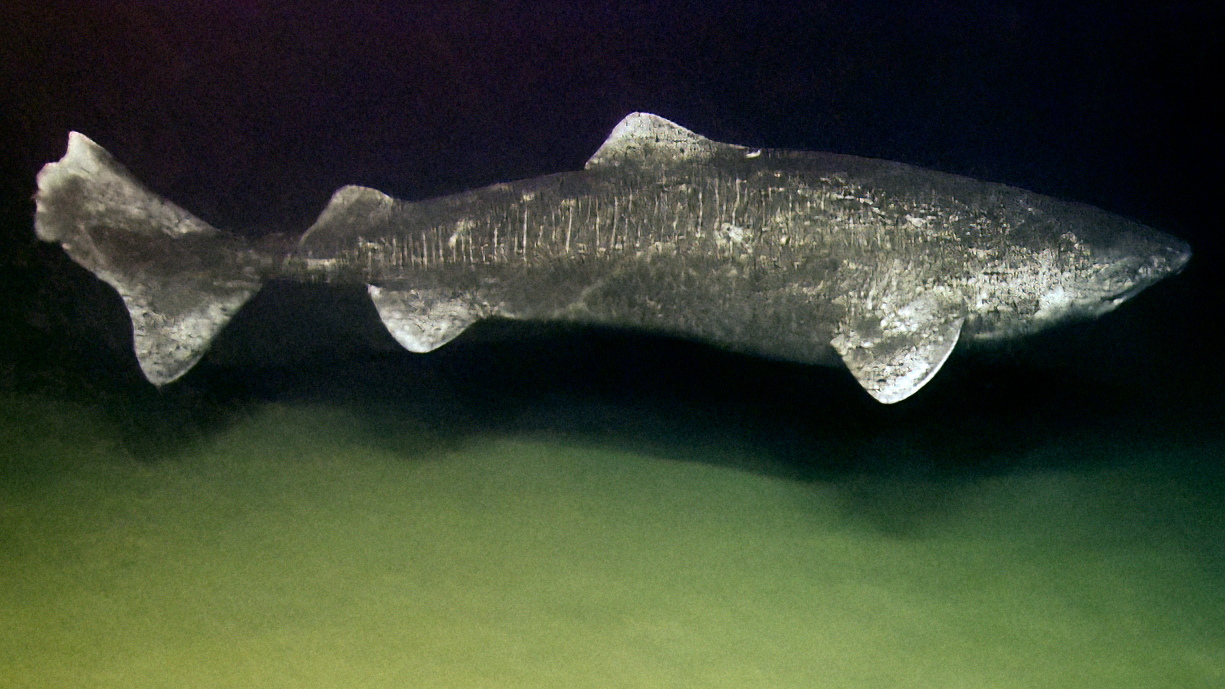
Grönlandhai (Somniosus microcephalus),

Der Haakjöringsköd-Fall [ˈhɔːçɛʀiŋsˌçœt] ist ein Urteil des deutschen Reichsgerichts vom 8. Juni 1920 auf dem Gebiet des Privatrechts (Aktenzeichen II 549/19, Fundstelle: RGZ 99, 147–149). Zu klären war die Frage, ob der Käufer einer bestimmten  Ware zur Wandelung berechtigt ist, wenn die im Kaufvertrag bezeichnete von der (nach dem übereinstimmenden Willen der Parteien) gelieferten Ware abweicht.
Der Fall gilt als Musterbeispiel für den Grundsatz falsa demonstratio non nocet und den subjektiven Fehlerbegriff im Recht der Mängelgewährleistung.

## Sachverhalt
Der Kläger kaufte am 18. November 1916 beim Beklagten per Dampfer Jessica 214 Fass Haakjöringsköd aus Norwegen zu einem Preis von 4,30 Mark pro Kilogramm. Dabei gingen beide Parteien davon aus, dass es sich bei Haakjöringsköd um Walfleisch handele. Tatsächlich bezeichnet im Norwegischen das Wort „Haakjöringsköd“ (eigentlich haakjærringkjøt, nach heutiger Rechtschreibung håkjerringkjøtt, auf Nynorsk auch håkjerringkjøt) jedoch Haifischfleisch; der Håkjerring ist der Grönlandhai. Ende November 1916 zahlte der Käufer dem Verkäufer den vollen Kaufpreis.
Beim Eintreffen des Dampfers im Hamburger Hafen stellte sich heraus, dass die bestellten Fässer Haifischfleisch enthielten. Im Gegensatz zu Walfleisch gab es bei Haifischfleisch als Folge des Ersten Weltkriegs allerdings Einfuhrbeschränkungen, sodass die staatliche Zentral-Einkaufsgesellschaft mbH die Ladung beschlagnahmte und dem Käufer einen Übernahmepreis zahlte. Dieser Preis lag jedoch erheblich unter dem bereits gezahlten Kaufpreis; die Differenz betrug 47.515,90 Mark.
Das Landgericht Hamburg (Kammer für Handelssachen) gab der Klage des Käufers gegen den Verkäufer auf Zahlung von 47.515,90 Mark statt. Die Berufung des Verkäufers vor dem Hanseatischen Oberlandesgericht in Hamburg wurde zurückgewiesen. Auch vor dem Reichsgericht hatte der Verkäufer keinen Erfolg.

## Bedeutung
Bedeutend ist der Fall, da das Reichsgericht festgestellt hat, dass zwischen dem Käufer und dem Verkäufer ein Vertrag über Walfleisch zustande gekommen war, obwohl beim Vertragsschluss beide den Ausdruck Haakjöringsköd verwendet hatten. Der Fall ist somit ein Musterbeispiel für den Grundsatz falsa demonstratio non nocet („falsche Bezeichnung schadet nicht“).
Ausschlaggebend für dieses Ergebnis ist § 133 BGB. Danach ist bei der Auslegung einer Willenserklärung „der wirkliche Wille zu erforschen und nicht an dem buchstäblichen Sinne des Ausdrucks zu haften“. Die Parteien haben hier subjektiv etwas anderes gewollt, als sie objektiv erklärt haben, und sich damit über den Inhalt ihrer Erklärungen geirrt. In dieser Konstellation bestand kein Grund für die Parteien, an der falschen Bezeichnung festzuhalten, da sie dasselbe gewollt hatten. 
Der Fall betrifft zudem noch andere Fragen, die aber mittlerweile als geklärt gelten oder aber durch das heute geltende Recht nicht mehr relevant sind: Die Parteien hatten einen Vertrag über Walfleisch geschlossen, der Verkäufer hatte jedoch Haifischfleisch geliefert. Damit stellten sich für das Reichsgericht vor allem die Fragen nach dem Fehlerbegriff des § 459 BGB a.F. und der Möglichkeit der Anfechtung des Vertrages gemäß § 119 Abs. 2 BGB.
Wie die Trierer Weinversteigerung ist Haakjöringsköd einer der klassischen Fälle, denen Jurastudenten im ersten Semester begegnen.